# Harewood (West Yorkshire)
Harewood (/ˈhɛərwʊd/ HAIR-wuud) é uma vila histórica e uma paróquia civil na região do distrito metropolitano de Leeds, West Yorkshire, Inglaterra. A paróquia civil possuía, de acordo com o Censo de 2011, uma população de 3,734 hanitantes.

## Patrimônio

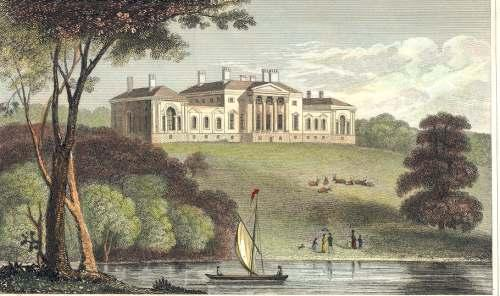
Harewood House em A Complete History of the County of York, por Thomas Allen (1828–30), mostrando o palácio antes da alteração das fachadas e e de ser acrescentado um piso extra aos pavilhões

Uma das principais atrações da região é a famosa Harewood House, uma casa de campo projetada pelos arquitetos neoclássicos John Carr e Robert Adam, e construída entre 1759 e 1771 por Edwin Lascelles, 1º Barão de Harewood. O seu jardim foi projetado pelo paisagista Lancelot "Capability" Brown e se estende por 1.000 acres (400 ha).